# Doom 3
Doom 3 (stilizat ca DOOM3) este un joc video SF First-Person-Shooter de supraviețuire de groază dezvoltat de id Software și publicat de Activision. Doom 3 a fost lansat pentru Microsoft Windows, Linux, MAC OS și XboX pe data de 3 august 2004.
Jocul este o refacere a francizei DOOM creată de ID Software. DOOM3 este situat în anul 2145 pe planeta Marte, unde un conglomerat militar-industrial (Union Aerospace Corporation U.A.C.) și-a înființat un centru de cercetare științifică în domenii cum ar fi teleportarea, cercetarea biologică și proiectarea de arme avansate. Cu toate acestea, experimentele de teleportare deschid din greșeală un portal către Iad, rezultând într-o invazie catastrofală a Demonilor asupra bazei de cercetare. Jucătorul, un "Space Marine" anonim, trebuie să lupte prin bază și să oprească Demonii ca să nu atace planeta Pământ. 
DOOM3 are un motor de joc premiat numit id Tech 4, care ulterior a fost licențiat la alți dezvoltatori, și lansat mai târziu sub GNU General Public License în noiembrie 2011. Jocul a fost un succes comercial enorm cu mai mult de 3,5 milioane de copii vândute,acesta este jocul cel de mai succes al ID Software până în prezent. Criticii au lăudat grafica jocului și prezentarea acestuia, cu toate că examinatorii (review-erii) au văzut o mare diferență de gameplay între DOOM3 și                  DOOM-urile clasice, acestea din urmă concentrându-se pur și simplu pe combaterea unui număr mare de caractere inamice.

## Expansiune
Pe 3 aprilie 2005 a fost lansată prima expansiune a jocului, intitulată Doom 3: Resurrection of Evil, care necesită cumpărarea jocului original pentru activare. Acțiunea are loc în urma evenimentelor din jocul de bază iar expansiunea cuprinde locuri, personaje, inamici și arme noi.